# KNVB Beker 2004/05 (vrouwen)
De 25ste editie van de KNVB Beker voor vrouwen werd gewonnen door Oranje Nassau die in de finale Be Quick '28 versloegen. Voor Oranje Nassau is het de eerste keer dat de beker veroverd werd.

## Finale
| Thuis         | Uitslag | Uit          |
| ------------- | ------- | ------------ |
| Oranje Nassau | 5-0     | Be Quick '28 |

1980/81 · 1981/82 · 1982/83 · 1983/84 · 1984/85 · 1985/86 · 1986/87 · 1987/88 · 1988/89 · 1989/90 · 
1990/91 · 1991/92 · 1992/93 · 1993/94 · 1994/95 · 1995/96 · 1996/97 · 1997/98 · 1998/99 · 1999/00 · 
2000/01 · 2001/02 · 2002/03 · 2003/04 · 2004/05 · 2005/06 · 2006/07 · 2007/08 · 2008/09 · 2009/10 · 
2010/11 · 2011/12 · 2012/13 · 2013/14 · 2014/15 · 2015/16 · 2016/17 · 2017/18 · 2018/19 · 2019/20 ·
2020/21 · 2021/22 · 2022/23 · 2023/24 · 2024/25